# تانگریان
تانگریان (به انگلیسی: Tangrian) یک روستا در پاکستان است که در پنجاب واقع شده‌است. تانگریان ۱۸۱ متر بالاتر از سطح دریا واقع شده‌است.